# The Internship
The Internship är en amerikansk komedifilm från 2013.

## Handling
Billy McMahon (Vince Vaughn) och Nick Campbell (Owen Wilson) får sparken från sina säljarjobb på grund av sina svårigheter att anpassa sig till det nya digitala samhället. De bestämmer sig att trots detta att söka ett traineeprogram på IT-företaget Google. Mot alla odds lyckas de ta sig in på programmet, men klarar de av att avsluta det?

## Om filmen
The Internship regisserades av Shawn Levy, som även producerade filmen med Vince Vaughn. Vaughn har även en av huvudrollerna i filmen och han skrev dessutom, tillsammans med Jared Stern, manuset. Stora delar av filmen är filmad på Googles campus i Mountain View, Kalifornien.

## Rollista (urval)
- Vince Vaughn - Billy McMahon
- Owen Wilson - Nick Campbell
- Rose Byrne - Dana
- Aasif Mandvi - Mr Chetty
- Max Minghella - Graham Hawtrey
- Tiya Sircar - Neha Patel
- Dylan O'Brien - Stuart Twombly
- Tobit Raphael - Yo-Yo Santos
- Rob Riggle - Randy
- John Goodman (okrediterad) - Sammy Boscoe
- Will Ferrell (okrediterad) - Kevin